# Permanenzprinzip
Das Permanenzprinzip ist ein Begriff aus der Didaktik der Zahlbereichserweiterungen. Es besagt, dass beim Aufbau einer komplexen mathematischen Theorie die mathematischen Strukturen der zugrundeliegenden Theorie so weit wie möglich erhalten bleiben sollen.
Dieses Arbeitsprinzip wurde von Hermann Hankel 1867 für den axiomatischen Aufbau mathematischer Theorien aufgestellt. Das Permanenzprinzip ist eine Ausfaltung des wissenschaftlichen Sparsamkeitsprinzips, das auch unter dem Namen „Ockhams Rasiermesser“ bekannt ist und auf die Formel „einfach ist am besten“ gebracht werden kann.
Das Permanenzprinzip war schon von George Peacock im Jahre 1834 formuliert worden, doch erst durch Hermann Hankel wurde es zu einem allgemein anerkannten Prinzip für die Ausweitung von Verknüpfungsregeln bei der Erweiterung von Zahlbereichen. Daher wird es auch als hankelsches Permanenzprinzip bezeichnet.

## Anwendung bei der axiomatischen Definition des Zahlensystems

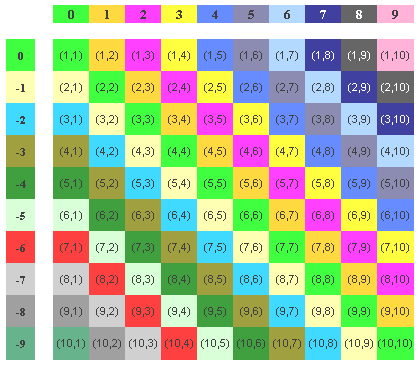
Äquivalenzklassen: Gleichfarbige Felder gehören zur gleichen Äquivalenzklasse

Typisches Beispiel für die Anwendung des Permanenzprinzips ist die axiomatische Definition des Zahlensystems. Dabei geht man von einem einfachen Zahlenraum – z. B. den natürlichen Zahlen {\displaystyle \mathbb {N} } – aus und konstruiert auf dieser Grundlage einen komplexeren Zahlenraum. Die Motivation für den Aufbau einer komplexeren Theorie ist dabei der Versuch, dass alle Rechenregeln möglichst universell gelten sollen.

### Addition und Subtraktion
So werden die ganzen Zahlen {\displaystyle \mathbb {Z} } als Äquivalenzklassen von Paaren natürlicher Zahlen definiert, und man kann die bisherigen natürlichen Zahlen in kanonischer Weise in die ganzen Zahlen einbetten:
{\displaystyle 0\implies \lbrace (a,b)\mid b=a\rbrace }
{\displaystyle 1\implies \lbrace (a,b)\mid b=a+1\rbrace }
{\displaystyle 2\implies \lbrace (a,b)\mid b=a+2\rbrace } und so fort (dabei sind {\displaystyle a,b} natürliche Zahlen)
Diese Einbettung soll nach dem Permanenzprinzip mit den Rechenoperationen verträglich sein.
BeispielMit {\displaystyle G(n)} sei die zu einer natürlichen Zahl gehörige ganze Zahl bezeichnet. „{\displaystyle +}“ bezeichne die Addition in den natürlichen Zahlen, „{\displaystyle \oplus }“ bezeichne die Addition in den ganzen Zahlen. Dann fordert das Permanenzprinzip:
{\displaystyle G(n+m)=G(n)\oplus G(m)}
Die negativen Zahlen sind dann genau die Äquivalenzklassen, in denen {\displaystyle a>b} ist:
{\displaystyle -1\implies \lbrace (a,b)\mid a=b+1\rbrace }
{\displaystyle -2\implies \lbrace (a,b)\mid a=b+2\rbrace } und so fort.
In der nebenstehenden Grafik sind die Äquivalenzklassen als gleichfarbige Felder erkennbar.
Die Schreibweise {\displaystyle -1} ist also nichts anderes als eine Abkürzung für eine Äquivalenzklasse, bei der {\displaystyle a=b+1} ist.
Auf diesen Äquivalenzklassen müssen nun die aus den natürlichen Zahlen bekannten Rechenregeln definiert werden. Dafür gibt es im Prinzip viele Möglichkeiten.
Das Permanenzprinzip fordert nun, die Regeln so zu definieren, dass die Gesetze, die in der Basistheorie gelten, also z. B. Kommutativ- und Assoziativgesetz sowie die Ordnungsrelationen – auch in der neu konstruierten Theorie gelten sollen.
Man kann zeigen, dass es dann im Wesentlichen genau eine Möglichkeit gibt, die Rechenregeln in dieser Weise zu definieren (die „neue“ Addition ist mit {\displaystyle \oplus } bezeichnet, um sie von der „alten“ Addition innerhalb der natürlichen Zahlen zu unterscheiden):
{\displaystyle \lbrace (a,b)\mid b=a+x\rbrace \oplus \lbrace (c,d)\mid c=d+y\rbrace :=\lbrace (e,f)\mid e=f+(x+y)\rbrace }

### Multiplikation und Division
Auf der nächsten Stufe – Konstruktion der rationalen Zahlen {\displaystyle \mathbb {Q} } – wird dieses Prinzip wieder angewandt. Rationale Zahlen werden zunächst wieder als Äquivalenzklassen von Paaren ganzer Zahlen definiert. Die Rechenregeln werden nach dem Permanenzprinzip wieder so definiert, dass alle Gesetze und Regeln in den ganzen Zahlen auch für die rationalen Zahlen gelten.
So ist die Addition und die Multiplikation in den natürlichen Zahlen unbeschränkt ausführbar, die Subtraktion hingegen nur, wenn der Minuend größer ist als der Subtrahend. Die Division ist nur ausführbar, wenn der Dividend ein Vielfaches des Divisors ist.
Durch die Einführung der rationalen Zahlen werden nun die vier Grundrechenarten universell ausführbar (abgesehen von der Division durch Null); die Potenzierung hingegen ist wiederum nur eingeschränkt möglich: {\displaystyle a^{1/2}} ist nur ausführbar, wenn die Basis {\displaystyle a} eine Quadratzahl ist usw.
Mit der Einführung der reellen Zahlen {\displaystyle \mathbb {R} } wird auch die Potenzierung bei positiver Basis universell ausführbar; bei negativer Basis wiederum nur eingeschränkt.
Diese letzte Einschränkung wird schließlich durch die Einführung der komplexen Zahlen {\displaystyle \mathbb {C} } beseitigt. Man verliert dabei jedoch die Ordnungsrelation: Die komplexen Zahlen lassen sich nicht anordnen. Das Permanenzprinzip kann hier also nicht in vollem Umfang umgesetzt werden.

## Anwendung bei der Division durch Null

Division durch Null:
Fiktion oder Realität?

Die Einführung der Null unter Einhaltung des Permanenzprinzips wurde im vorigen Abschnitt vorgeführt – quasi als Nebenprodukt der Einführung der negativen Zahlen.
Es ist aber eine Folge der Rechenregeln (Grundrechenarten, Ringaxiome), vor allem des Distributivgesetzes, dass die Null zwangsläufig absorbierendes Element der Multiplikation ist, d. h.
{\displaystyle \forall a\;\,\colon \;a\cdot 0=0\cdot a=0}.
Aus diesem Sachverhalt folgt unmittelbar, dass jegliche Einführung eines Ergebnisses einer Division durch Null die gewohnten Rechenregeln verletzen muss. Es bleibt aber die Frage:
- Kann man den Zahlenraum „sinnvoll“, d. h. unter „kleinstmöglicher“ Verletzung der Rechenregeln, erweitern, sodass auch eine Division durch Null möglich ist?

Nachdem es „die Mathematik“ als unveränderliche Disziplin nicht gibt, sondern nur verschiedene mathematische Theorien, ist auch der Begriff der „Zahl“ in der Mathematik offen und erweiterbar. So kann man z. B. auf dem Raum der stetigen Funktionen von {\displaystyle [0,1]\to [0,1]} Rechenregeln definieren und sogar eine Ordnungsrelation. Diese Funktionen sind also auch so etwas Ähnliches wie „Zahlen“. Umgekehrt kann man vorhandene Theorien auch einschränken und untersuchen, welche Gesetze in der eingeschränkten Theorie noch gelten. Ein Beispiel hierfür ist die intuitionistische Mathematik, die nicht nur eine Zahl, sondern ein logisches Gesetz ausschließt, das Gesetz vom ausgeschlossenen Dritten. Derartige Untersuchungen können äußerst fruchtbar sein und tiefe Einblicke in die Natur der zugrundegelegten Axiome geben.
Die Analysis erweitert die Rechenbereiche der reellen und komplexen Zahlen durch Grenzwertbildungen. Dadurch werden die Zahlbereiche kompaktifiziert. Die Einpunktkompaktifizierung ist bei beiden Bereichen möglich.
In vielen Fällen erlaubt die Regel von de L’Hospital eine sorgfältige Berechnung des Grenzwertes so genannter unbestimmter Ausdrücke.

### Einpunktkompaktifizierung
Nachdem der Zahlenraum schon mehrfach erweitert werden konnte, um besondere Rechenoperationen auf dem gesamten Zahlenraum durchführen zu können, stellt sich die Frage: Kann man den Zahlenraum (sinnvoll) so erweitern, dass eine Division durch Null möglich wird?
Im Artikel Division (Mathematik) wird gezeigt, dass eine Erweiterung eines Zahlenraums {\displaystyle R} mit zwei Verknüpfungen Addition und Multiplikation um eine Lösung {\displaystyle x} einer Gleichung {\displaystyle 0\cdot x=a\in R} die bekannten Rechenregeln (Ringaxiome) sprengen muss.
Es gibt jedoch Definitionen, die wenigstens einen Teil der Anforderungen erfüllen und daher auch von praktischer Bedeutung sind.
Beim Versuch, die Division durch Null zu definieren, ergibt sich im einfachsten Fall nach dem Permanenzprinzip:
{\displaystyle {0 \over 0}=1} (Forderung 1, denn für a≠0 gilt {\displaystyle {a \over a}=1}).
Jedoch andererseits:
{\displaystyle {0 \over 0}={0\cdot 0 \over 0}=0\cdot {0 \over 0}=0} denn für a≠0 gilt {\displaystyle 0\cdot a=0}.
Bei konsequenter Anwendung des Permanenzprinzips ergibt sich also ein Verstoß gegen die Wohldefiniertheit. Umgekehrt führt jede „eindeutige“ Definition z. B. der Division 0/0 automatisch zu einem Verstoß gegen das Permanenzprinzip.
Da ein Verstoß gegen die Eindeutigkeit schwerer wiegt als ein Verstoß gegen das Permanenzprinzip, trifft man üblicherweise eine Festlegung der folgenden Art. Dazu erweitert man den Zahlenraum um eine weitere Zahl, die man Θ nennen könnte, und die als das Ergebnis jeglicher Division durch 0 festgelegt wird:
Definition Θ:    Θ := a / 0 für alle a∈R.
Folgende Rechenoperationen werden definiert:
Θ 1:    a + Θ := Θ und Θ + a = Θ
Θ 2:    a − Θ := Θ und Θ − a = Θ
Θ 3:    a * Θ := Θ und Θ * a = Θ
Θ 4:    a / Θ := Θ und Θ / a = Θ
Θ 5:    a ^ Θ := Θ und Θ ^ a = Θ
jeweils für a ∈ R ∪ {Θ}. Das Ergebnis jedes Ausdrucks, in dem irgendwo Θ vorkommt, wird als Θ festgelegt.
Mit diesen Definitionen gelten nun viele bisherige Rechenregeln weiter, wie z. B. a + b = b + a, a + (b + c) = (a + b) + c, a * (b + c) = a * b + a * c.
Hingegen
- a / a = 1 gilt nicht mehr, wenn a = Θ: Θ / Θ = Θ
- a − a = 0 gilt nicht mehr, wenn a = Θ: Θ − Θ = Θ
- 0 * a = 0 gilt nicht mehr, wenn a = Θ: 0 * Θ = Θ

Auch die Ordnungsrelation kann man definieren. Dabei gibt es mehrere Möglichkeiten: entweder Θ ist größer als alle übrigen Zahlen oder Θ ist kleiner als alle anderen Zahlen. Jedoch ist diese Ordnungsrelation mit den oben genannten Rechenregeln nicht mehr verträglich.
Da einige grundlegende Rechenregeln durch die Einführung des Θ nicht mehr gelten, handelt es sich also nicht um eine Erweiterung des Zahlenraumes im Sinne des Permanenzprinzips.
Das Zahlensystem lässt sich zwar erweitern, sodass das Ergebnis der Division durch Null definiert ist. Jedoch hat diese Erweiterung einige Nachteile:
1. Die Erweiterung ist nicht in eindeutiger Weise möglich. Es gibt verschiedene, untereinander gleichberechtigte Möglichkeiten.
2. Die Erweiterung führt nicht zu einer Vereinfachung der Regeln – wie bei der Erweiterung der natürlichen Zahlen zu den ganzen Zahlen hin –, sondern zu einer größeren Komplexität.
3. Die Erweiterung ist nicht verträglich mit dem Permanenzprinzip.

Einen anderen Weg, den der Zweipunktkompaktifizierung mit „PlusMinusUnendlich“ und NaN, geht die Norm IEEE 754.

### Zweipunktkompaktifizierung
Bei den reellen Zahlen ist jedoch auch eine Zweipunktkompaktifizierung {\displaystyle Z:=\{-\infty \}\cup \mathbb {R} \cup \{+\infty \}} interessant. Die Erweiterung der Rechenregeln ist beispielsweise für alle {\displaystyle a\in \mathbb {R} ,b\in \mathbb {R} _{>0},x\in Z}:
- {\displaystyle a+(\pm \infty )=\pm \infty }
- {\displaystyle b\cdot (\pm \infty )=\pm \infty }
- {\displaystyle (-b)\cdot (\pm \infty )=\mp \infty }
- {\displaystyle \pm \infty +(\pm \infty )=\pm \infty }
- {\displaystyle \pm \infty \,\cdot \,\ (\pm \infty )=+\infty }
- {\displaystyle -\infty <a<+\infty }

Wie oben festgestellt, können die Ringaxiome für die hinzugefügten Elemente {\displaystyle \pm \infty } nicht gelten. Grenzwertbildungen können einer „Division durch Null“ eine exakte Bedeutung geben:
- {\displaystyle {\tfrac {1}{+0}}:=\lim _{x\to 0+}x^{-1}=+\infty }
- {\displaystyle {\tfrac {1}{-0}}:=\lim _{x\to 0-}x^{-1}=-\infty }

Ein solcher Grenzwert ist jedoch etwas anderes als eine Division durch Null.
Die Norm IEEE 754 folgt im Wesentlichen einer solchen Art der Erweiterung. Es gibt dort eine negative Null. Das Ergebnis eines Rechenausdrucks mit zwei Grenzwerten, die gegeneinander laufen, ein so genannter unbestimmter Ausdruck, wie
- {\displaystyle {\tfrac {0}{0}}=} NaN
- {\displaystyle \pm \infty -(\pm \infty )=} NaN
- {\displaystyle 0\cdot (\pm \infty )=} NaN,

wird per NaN (englisch für „Not a Number“ – „Keine Zahl“) weiterhin „ausgeklammert“.
Naheliegenderweise ergibt das Rechnen mit der Nichtzahl NaN
- {\displaystyle x\,+} NaN {\displaystyle =} NaN
- {\displaystyle x\;\ \cdot }  NaN {\displaystyle =} NaN

immer eine Nichtzahl.
Es gibt also drei Sorten von Objekten:
1. die (endlichen) reellen Zahlen, mit denen unter Ausschluss der Division durch Null alle vier Grundrechenarten uneingeschränkt ausgeführt werden können und für die die Ringaxiome gelten,
2. die zwei unendlichen „Zahlen“ {\displaystyle \pm \infty }, mit speziellen, abweichenden Rechenregeln, die eine Division durch Null (außer {\displaystyle {\tfrac {0}{0}}}) ermöglichen,
3. die Nichtzahl NaN, die die „unbestimmten Ausdrücke“ auffängt und mit der nicht gerechnet werden kann.

### Fazit
Die genannten Lösungsvorschläge sind beide unbefriedigend, und zwar hinsichtlich der Regeln sowohl der Arithmetik wie der Totalordnung.
Die Erweiterungen führen nicht zu einer Vereinfachung der Regeln, im Gegenteil: Es sind letztlich wesentlich mehr Sonderfälle zu beachten.
Im Ergebnis ist die Division durch Null nicht definiert.
Es gilt aber die stärkere Aussage, dass sie im Rahmen der genannten Regeln nicht definierbar ist.
Insofern kommt in der seriösen mathematischen Literatur eine Division durch Null auch nicht vor.
Gleichwohl ist es hilfreich, für den (insbesondere den spontanen) Gebrauch von Rechengeräten, Möglichkeiten für das Weiterrechnen anzubieten.
So sind die Regeln Θ 1 bis Θ 4 z. B. in Excel implementiert worden, das statt Θ die Notation #DIV0! verwendet.
Näher an der Hardware liegt die Norm IEEE 754.